# Andre Arnold
Andre Arnold (1955) è un ex sciatore alpino austriaco.

## Biografia
Specialista delle prove tecniche originario di Sölden, Arnold agli Europei juniores di Madonna di Campiglio 1972 vinse la medaglia di bronzo nello slalom gigante; in Coppa Europa nella stagione 1975-1976 fu 2º nella classifica di slalom speciale e gareggiò anche in Coppa del Mondo, senza ottenere risultati di rilievo. Non prese parte a rassegne olimpiche e non ottenne piazzamenti ai Campionati mondiali; dopo il ritiro prese parte al circuito professionistico nordamericano (Pro Tour).

## Palmarès

### Europei juniores
- 1 medaglia[2]:
  - 1 bronzo (slalom gigante a Madonna di Campiglio 1972)

### Coppa Europa
- Miglior piazzamento in classifica generale: 8º nel 1976
- 4 podi:
  -  2 vittorie
  -  2 terzi posti[senza fonte]

#### Coppa Europa - vittorie
| Stagione | Località      | Paese      | Specialità |
| -------- | ------------- | ---------- | ---------- |
| 1976     | Kranjska Gora | Jugoslavia | SL         |
| 1976     | Bizau         | Austria    | SL         |

SL = slalom speciale

### Campionati austriaci
- 1 medaglia:
  -  1 bronzo (slalom gigante nel 1976)[senza fonte]